# Koos Boerdam
Jacobus Leendert (Koos) Boerdam (Vlaardingen, 9 juni 1892 – aldaar, 25 december 1973) was een Nederlands voetballer die als aanvaller of middenvelder speelde. 
Boerdam speelde tot 1913 voor het Vlaardingse VFC en ging toen voor het Rotterdamse VOC in de Eerste klasse spelen. Hij maakte deel uit van de Nederlandse selectie op de Olympische Zomerspelen 1920. Hij kwam daar echter niet in actie en kreeg ook geen bronzen medaille uitgereikt.
Tinus van Beurden · 
Arie Bieshaar · 
Koos Boerdam · 
Leo Bosschart · 
Evert Jan Bulder · 
Jaap Bulder · 
Jan van Dort · 
Harry Dénis · 
Ber Groosjohan · 
Felix von Heijden · 
Eb van der Kluft · 
Frits Kuipers · 
Evert van Linge · 
Herman Legger · 
Dick MacNeill · 
Jan de Natris · 
Piet Peereboom · 
Oscar van Rappard · 
Henk Steeman · 
Frans Tempel · 
Ben Verweij ·
Jan de Vries · 
Coach: Frederick Warburton